# صابر نریمان‌نژاد
صابر نریمان نژاد (متولد ۱۰ بهمن ۱۳۶۵) بازیکن والیبال اهل ایران است.
وی از سال ۱۳۸۳ عضو تیم ملی نوجوانان و جوانان ایران بوده است و همچنین بازی در تیم ملی بزرگسالان را تجربه نمود. وی در حال حاضر عضو باشگاه کاله مازندران می‌باشد.